# Indonesia calling
Indonesia Calling is een korte documentairefilm uit 1946, gemaakt door Joris Ivens en geproduceerd door Waterside Workers Federation. De film gaat over de net uitgeroepen Republiek Indonesië en hoe haar buurlanden de onafhankelijkheidsstrijd steunden door Nederlandse transporten van wapens en munitie te blokkeren. De film riep veel controverse op in Nederland en leidde ertoe dat het paspoort van Ivens tijdelijk ingetrokken werd.

## Inhoud
De film speelt zich af in de haven van Sydney na de Tweede Wereldoorlog. Indische, Indiase, Australische en Chinese havenarbeiders worden geportretteerd die Nederlandse schepen blokkeren in de haven. Deze schepen (ook wel bekend als de ‘Black Armada’) waren onderweg naar de net onafhankelijk verklaarde Republiek Indonesië en vervoerden wapens en munitie die bedoeld waren om de Indonesische onafhankelijkheidsbeweging te onderdrukken.  
De documentaire is ingesproken door de Engels-Australische acteur en veteraan Peter Finch. 

## Productie
De film is geproduceerd en gefinancierd door Waterside Workers Federation, een Australische vakbond voor maritieme arbeiders. Na Indonesia Calling heeft de vakbond zelf een filmafdeling opgericht die in de jaren '50 verschillende films produceerde. Joris Ivens creëerde met zijn film zodoende ook een vruchtbare bodem voor de Australische filmcultuur. 

## Erkenning
- Gouden Kalf 1985